# Años y leguas
Años y leguas (en français : Années et lieues), dernière œuvre du romancier alicantin Gabriel Miró (1879–1930), est un ouvrage composé de divers récits entrecroisés, dont le cadre de fond est constitué par l’environnement de la Sierra de Aitana dans les années vingt du XXᵉ siècle.
Publié en 1928, ce livre revêt un caractère autobiographique et s’inspire des expériences de l’auteur, transposées à travers le personnage de Sigüenza, qui parcourt ces comarques alicantines. Dépourvu d’intrigue unifiée, il se présente comme une série d’estampes liées entre elles par une certaine continuité et enrichies d’une prose soigneusement travaillée sur le plan esthétique. Miró y associe une description issue d’une fine perception sensorielle à une réflexion d’ordre philosophique portant sur des paysages et des personnages, au début du XXᵉ siècle, éloignés du milieu urbain. Cette œuvre, comme l’ensemble de l’opus mironien, influença le style des auteurs lyriques de la Génération de 27.

## Sommaire
- Dedicatoria
- La llegada
- Pueblo. Parral. Perfección
- Tocan a muerto
- Doña Elisa y la eternidad
- Gitanos
- El señor vicario y Manihuel
- Huerto de cruces
- Benidorm. Un extranjero. Callosa
- Sábado de luna
- Ochocentistas
- Agua de pueblo
- Caminos y lugares
- El lugar hallado
- Una familia de luto
- Agustina y Tabalet
- Imágenes de Aitana

## Fragment

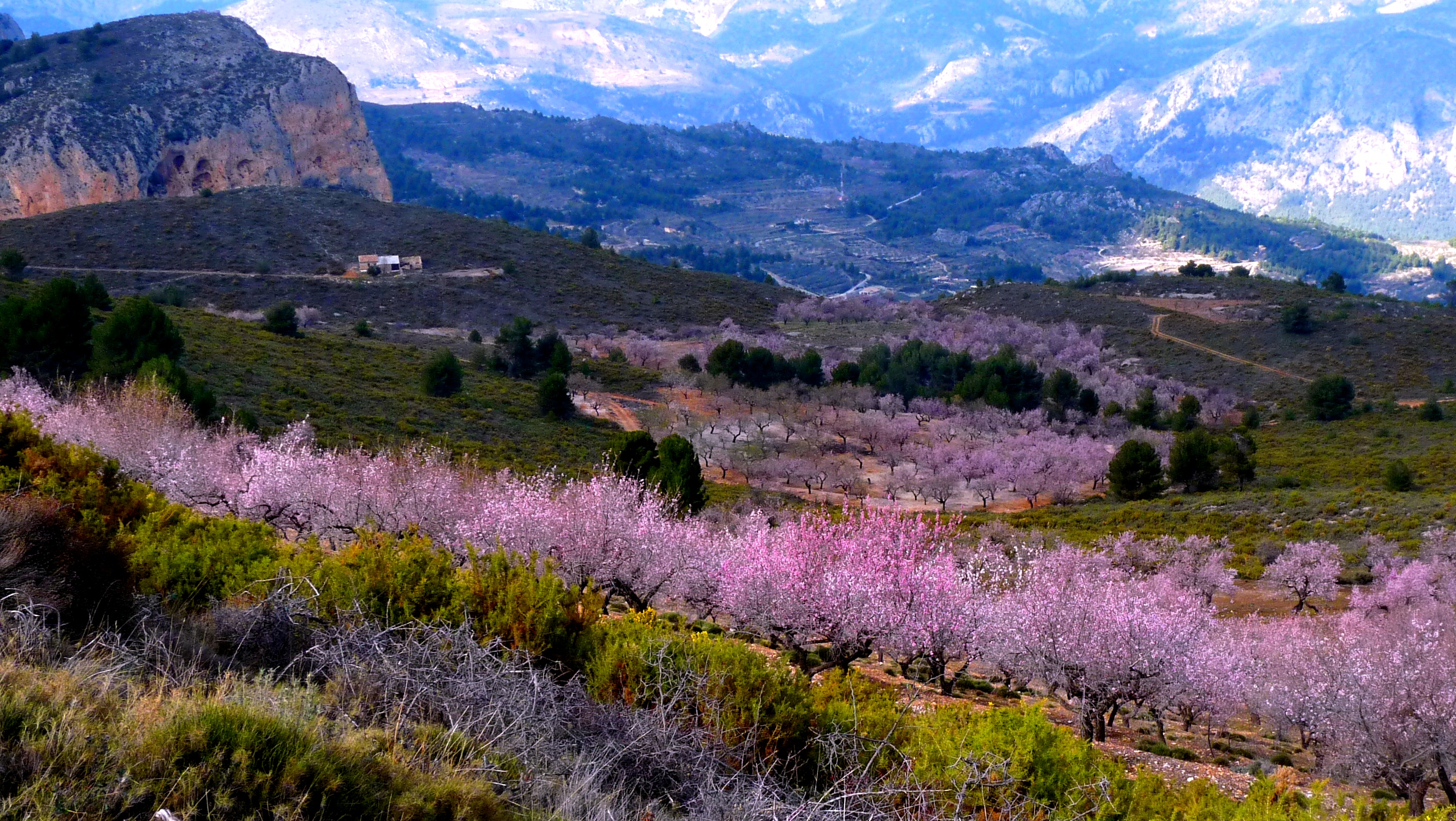
La Sierra de Aitana, photographie de février 2012

Aitana, tendre et sauvage ; ses ciels, ses abîmes, ses ressauts, ses pentes ; tout cela, qui affirme chez elle le sentiment d’indépendance et de liberté, l’oppresse par la loi de la mort ; tout cela, qui l’exalte et la recueille dans un bonheur si ancien et si virginal, et qui est tel par notre conception, par notre souvenir, par notre lyrisme, doit subsister sans notre émotion, sans nos yeux, sans nous.